# Канали (Холандија)
Канал (хол. gracht, у множини grachten) је холандска реч за канал унутар града. Канали често имају округли облик и формирају круг око градских језгара у Холандији, Белгији и северној Немачкој. Изван Холандије, реч grachten углавном се односи на градске канале Амстердама, по којима је добро позната.

## Превод речи "gracht"
Реч gracht не може се лако превести; из тог разлога, потребно је разликовати четири повезана термина:
- Gracht (град-канал) је пловни пут у граду са једносмерним улицама са обе стране воде. Улице су обложене кућама, често на затвореном фронту. У ретким случајевима постоји само једна улица, а на другој страни пловног пута куће се граниче са водом.

- Kanaal (буквално значи канал) је водоток који је створио човек, обично на селу, са или без улица дуж његових обала.

- Vaart је канал који се користи за транспорт, а не за друге сврхе, попут дренаже. Као и већина kanaalen-a, обично су на селу.

- Singel је по пореклу јарак испуњен водом који окружује град у одбрамбене сврхе. Када се град шири, singel је уграђен у градску структуру и више се не може разликовати од grachten, али име singel се обично одржава. Као такви, singel-i често окружују (старије) делове града. Међутим, у осталим случајевима редовни grachten је такође ископан у круговима, попут чувеног Grachtengordel (дословни превод: grachten појас) Амстердама.[3]

Иако реч gracht у општем смислу значи "канал" или "водовод", не постоји тачан еквивалент за термин на српском.

## Историја
Grachten су били животни редови холандских и фламанских градова. Коришћени су у многе сврхе: за транспорт, исушивање, као снабдевање водом и канализацијом, истовремено. У јако насељеним градовима ове комбиноване функције су се више пута показале штетним за јавно здравље.
Grachten у Делфту, Јужна Холандија
Grachten у Делфту у односу на порекло града. Бројеви су унесени у историјску мапу Blaeu 1652.
Већина ханезијских градова има grachten за превоз, утовар и искрцавање робе на и са бродова. У Холандији су североисточни градови Девентер, Хинделоопен, Кампен, Леуварден, Мепел, Снеек, Зутпен и Зволе познати по свом историјском grachten-у. Остали градови у Холандији, у западном делу земље, такође су туристичке атракције због свог грацхтена, посебно Алкмаар, Амерсфоорт, Гоуда, Хорн, Лејден, Утрехт и Весп.
Понекад су грацхтен прављени од старијих река, као у Хронингену. Тамо је старија река звана Дрентсе Аа коришћена као природни део grachten-a. У Делфту је главни gracht - Стари Делфт - започео као одводни канал за повраћај земље у мочварном окружењу: у периоду отприлике око 1100. године, ископан је канал, користећи природни поток у мочварној земљи. Овај канал назван је Делф, касније на Делфту, од речи делвен која је слична глаголу до "делве" на енглеском. Овај канал је коришћен за исушивање земље са обе стране; касније је такође служио као пловни пут за превоз.
Касније је други канал, назван Нови Делфт, ископан кроз део насеља који је нарастао око првог. Оригинални канал постао је познат као Стари Делфт, име које носи и данас.
Сеоско село око Старог и Новог Делфта се развило у урбаније подручје и канали су постепено стекли карактер градских канала. Трећи канал је ископан и такође промењен у gracht; повезан је са јарком око пијаце. Град и t. grachten су расли руку под руку. 1246. године, ова агломерација је од грофа Холандије добила градску повељу и постала град Делфт. Природни пловни пут је касније укључен у град и постао je gracht.
Циркуларни канали или сигели су ископани и окружени градом. Утврђења су саграђена дуж ових сигела и фиксирала су облик историјског унутрашњег града Делфта. Карактеристични, уски grachten, окомито на главни grachten, развио се из јарка које су ископане да би се исушила и разграничила поља која су претходила граду.
Када је још била холандска колонија, Кејптаун је имао мрежу grachten-a, коју су извори хранили у подножју Стоне планине. Они су обезбедили воду и санитарне услове за град за новорођенчад. У наредним вековима grachten је прекривен, али многе истакнуте улице у модерном центру града и даље носе своја имена (нарочито Heerengracht, Keizersgracht, Buitengracht). Тренутно постоји пројекат обнове неких од ових историјских пловних путева.
Функција у готово сваком граду била је дренажа. Кишница је текла кроз ове градске канале. Обично су коришћени и као канализација. Пошто ове функције више нису потребне, многи grachten-и су попуњени како би омогућили приступ цестовном саобраћају. Међутим, ове нове улице углавном су задржале имена gracht-a и сигела које су покривале или замењивале.